# صلاح جاهين
صلاح جاهين، أو محمد صلاح الدين بهجت أحمد حلمى، (25 ديسمبر 1930 – 21 أبريل 1986)، شاعر ورسام كاريكاتير وممثل ومفكر يساري مصري.

## نشأته
ولد صلاح جاهين في 25 ديسمبر 1930، في شارع جميل باشا في شبرا في القاهرة. عمل والده المستشار بهجت أحمد حلمي في السلك القضائي، حيث بدأ كوكيل نيابة وانتهى كرئيس محكمة استئناف المنصورة. درس الفنون الجميلة ولكنه لم يكملها حيث درس الحقوق.
تزوج صلاح جاهين مرتين، زوجته الأولى «سوسن محمد زكي» الرسامة بمؤسسة الهلال عام 1955، وأنجب منها أمينة جاهين وإبنه الشاعر بهاء، ثم تزوج من الفنانة «منى جان قطان» عام 1967، وأنجب منها أصغر أبنائه سامية جاهين عضو فرقة إسكندريلا الموسيقية.

## أعماله
أنتج العديد من الأفلام التي تعتبر خالدة في تاريخ السينما الحديثة مثل أميرة حبي أنا وفيلم عودة الابن الضال، ولعبت زوجته أدوار في بعض الأفلام التي أنتجها. عمل محرراً في عدد من المجلات والصحف، وقام برسم الكاريكاتير في مجلة روز اليوسف وصباح الخير ثم انتقل إلى جريدة الأهرام.
كتب سيناريو فيلم خلي بالك من زوزو والذي يعتبر أحد أكثر الأفلام رواجاً في السبعينيات إذ تجاوز عرضه حاجز 54 اسبوع متتالي. كما كتب أيضاً أفلام أميرة حبي أنا، شفيقة ومتولي والمتوحشة. كما قام بالتمثيل في شهيد الحب الإلهي عام 1962 ولا وقت للحب عام 1963 والمماليك 1965 واللص والكلاب 1962.
إلا أن قمة أعماله كانت الرباعيات والتي تجاوزت مبيعات إحدى طباعات الهيئة المصرية العامة للكتاب لها أكثر من 125 ألف نسخة في غضون بضعة أيام.
هذه الرباعيات التي لحنها الملحن الراحل سيد مكاوي وغناها الفنان علي الحجار.
ألف مايزيد عن 161 قصيدة، منها قصيدة «على اسم مصر» وأيضا قصيدة «تراب دخان» التي ألفها بمناسبة نكسة يونيو 1967.
وكان مؤلف أوبريت الليلة الكبيرة أشهر أوبريت للعرائس في مصر.
ينظر البعض إلى جاهين على أنه متبني علي الحجار، احمد زكي وشريف منير. كما أرتبط بعلاقة قوية مع الفنانة سعاد حسني حيث دفعها إلى العمل مع أحمد زكي في مسلسل هو وهي.

## رسوم الكاريكاتير
عمل صلاح جاهين رساما للكاريكاتير في جريدة الأهرام حيث كان كاريكاتير صلاح جاهين يُتابع بقوة وظل باباً ثابتاً حتى اليوم متميزاً بخفة الدم المصرية والقدرة على النقد البناء.

## جاهين والسياسة
كانت حركة الضباط الأحرار وثورة 23 يوليو 1952، مصدر إلهام لجاهين حيث قام بتخليد جمال عبد الناصر فعلياً بأعماله، حيث سطر عشرات الأغاني. لكن هزيمة 5 يونيو 1967م، خاصةً بعد أن غنت أم كلثوم أغنيته راجعين بقوة السلاح عشية النكسة، أدت إلى أصابته بكآبة. هذه النكسة كانت الملهم الفعلي لأهم أعماله الرباعيات والتي قدمت أطروحات سياسية تحاول كشف الخلل في مسيرة الضباط الأحرار، والتي يعتبرها الكثير أقوى ما أنتجه فنان معاصر.

## أعماله السينمائية والتليفزيونية
| 1. رغبة متوحشة 1992 مؤلف 2. انقلاب 1988 مؤلف 3. المخطوفة 1987 كلمات الأغاني 4. اليوم السادس 1986 مؤلف الأغاني 5. هو وهي 1985 مؤلف 6. اتنين علي الهوا 1985 مؤلف الأغاني | 1. فيديو كليب (اللعبة) 1985 مؤلف 2. وداعا بونابارت 1985 تمثيل 3. موت أميرة 1980 تمثيل 4. المتوحشة 1979 مؤلف 5. شفيقة ومتولى 1978 مؤلف 6. شيلني وأشيلك 1977 سيناريو وحوار | 1. عودة الابن الضال 1976 مؤلف 2. غرام في الكرنك 1967 كلمات الأغاني 3. أميرة حبي أنا 1974 مؤلف 4. خلي بالك من زوزو 1972 تأليف+كلمات الأغاني 5. المماليك 1965 الشيخ سيد 6. القاهرة 1963 تمثيل | 1. لا وقت للحب 1963 تمثيل 2. شهيدة الحب الإلهى 1962 تمثيل 3. من غير ميعاد 1962 تمثيل 4. اللص والكلاب 1962 المعلم سلطان 5. مسرحية الليلة الكبيرة 1961 مؤلف 6. العتبة الخضراء 1959 كلمات أغنية "أنا هنا" |

## احتفاءات
- عرض التلفزيون المصري الرسمي مسلسلاً يتحدث عن رباعيات صلاح جاهين في 21 أبريل 2005، وذلك بمناسبة مرور 21 عاما على وفاته.
- احتفى موقع جوجل بالذكرى الثالثة والثمانين لميلاد جاهين في 25 ديسمبر 2013، بوضع شعار جوجل يمثل مشهداً شعبياً من وحي مؤلفاته.

## وصلات خارجية
- صلاح جاهين على موقع IMDb (الإنجليزية)
- صلاح جاهين على موقع ألو سيني (الفرنسية)
- صلاح جاهين على موقع قاعدة بيانات الفيلم (الإنجليزية)
- صلاح جاهين على موقع كينوبويسك (الروسية)
- صلاح جاهين على موقع بوابة الشعراء